# Hubble Ultra Deep Field

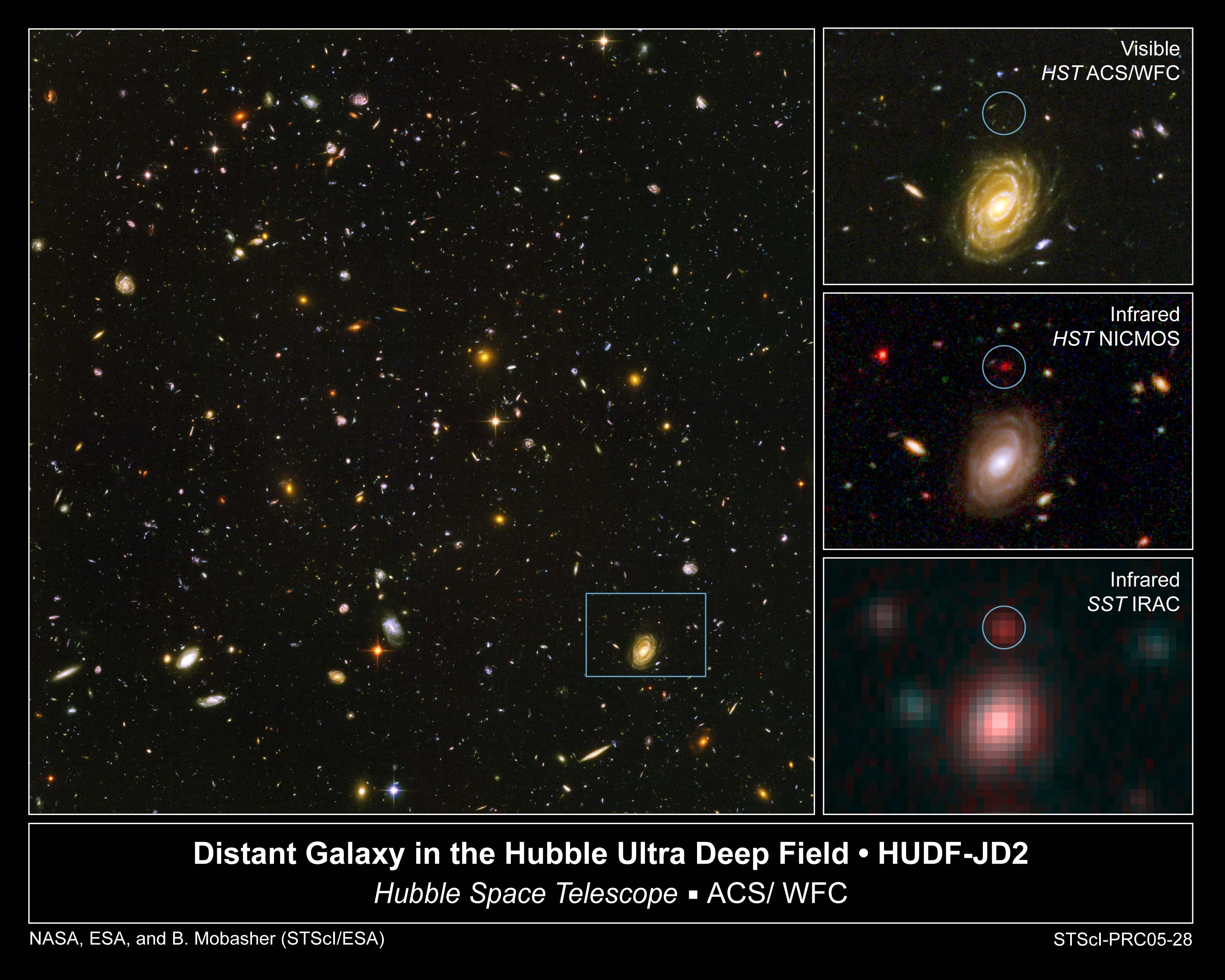
Das HUDF zeigt Galaxien verschiedenen Alters, verschiedener Größe und Form. Die kleinsten, rötesten Galaxien, ungefähr 100 an der Zahl, gehören zu den am weitesten entfernten derzeit bekannten Galaxien. Gemäß der Theorie über den Urknall vor ca. 13,8 Milliarden Jahren sind diese Galaxien in einem Stadium zu sehen, als das Universum nicht älter war als 800 Millionen Jahre.

Das Hubble Ultra Deep Field (HUDF) ist ein Bild einer kleinen Himmelsregion, aufgenommen vom Hubble-Weltraumteleskop über einen Zeitraum vom 3. September 2003 bis 16. Januar 2004. Es war bis zur Veröffentlichung des Hubble Extreme Deep Field im September 2012 das tiefste Bild des Universums im Bereich des sichtbaren Lichts. Dabei wurde eine Himmelsregion ausgewählt, die kaum störende helle Sterne im Vordergrund enthält. Man entschied sich für ein Zielgebiet im Sternbild Chemischer Ofen südwestlich des Orion. Es befindet sich bei Rektaszension 3h 32 m 39,0s und Deklination −27° 47′ 29,1″. Der Durchmesser des gewählten Himmelsausschnitts entspricht aus Sicht von der Erde etwa einem Zehntel des Monddurchmessers oder ungefähr ein Vierzigmillionstel des gesamten Himmels. Die untersuchte Größe entspricht in etwa der Fläche, die man beobachtet, wenn man durch das Nadelöhr einer Nähnadel hindurchsieht, welche man mit der ausgestreckten Hand gegen den Himmel hält. Das HUDF enthält rund 10.000 Galaxien und große kosmische Objekte. Es besteht aus zwei separaten Aufnahmen durch Hubbles „Advanced Camera for Surveys“ (ACS) und dem „Near Infrared Camera and Multi-Object Spectrometer“ (NICMOS). Das Bild entstand aus 800 Einzelbelichtungen, die während 400 Erdumkreisungen Hubbles durchgeführt wurden. Die gesamte Belichtungszeit betrug 11,3 Tage für ACS und 4,5 Tage für NICMOS. Um den gesamten Himmel in dieser Auflösung zu beobachten, würde das Hubble-Weltraumteleskop eine Million Jahre benötigen.
Das Hubble Ultra Deep Field steht in der Tradition des Hubble Deep Field und Hubble Deep Field South, die mit der alten Kamera WFPC2 aufgenommen wurden, weniger tief sind und ein kleineres Feld abdecken. Nach Einbau der WFC3/IR-Kamera wurde der gleiche Himmelsbereich Ende August 2009 im nahen Infrarot bei den Wellenlängen 1,05, 1,25 und 1,6 Mikrometer als HUDF09 über vier Tage mit einer Gesamtbelichtungszeit von 48 Stunden aufgenommen.

## Wissenschaftliche Bedeutung

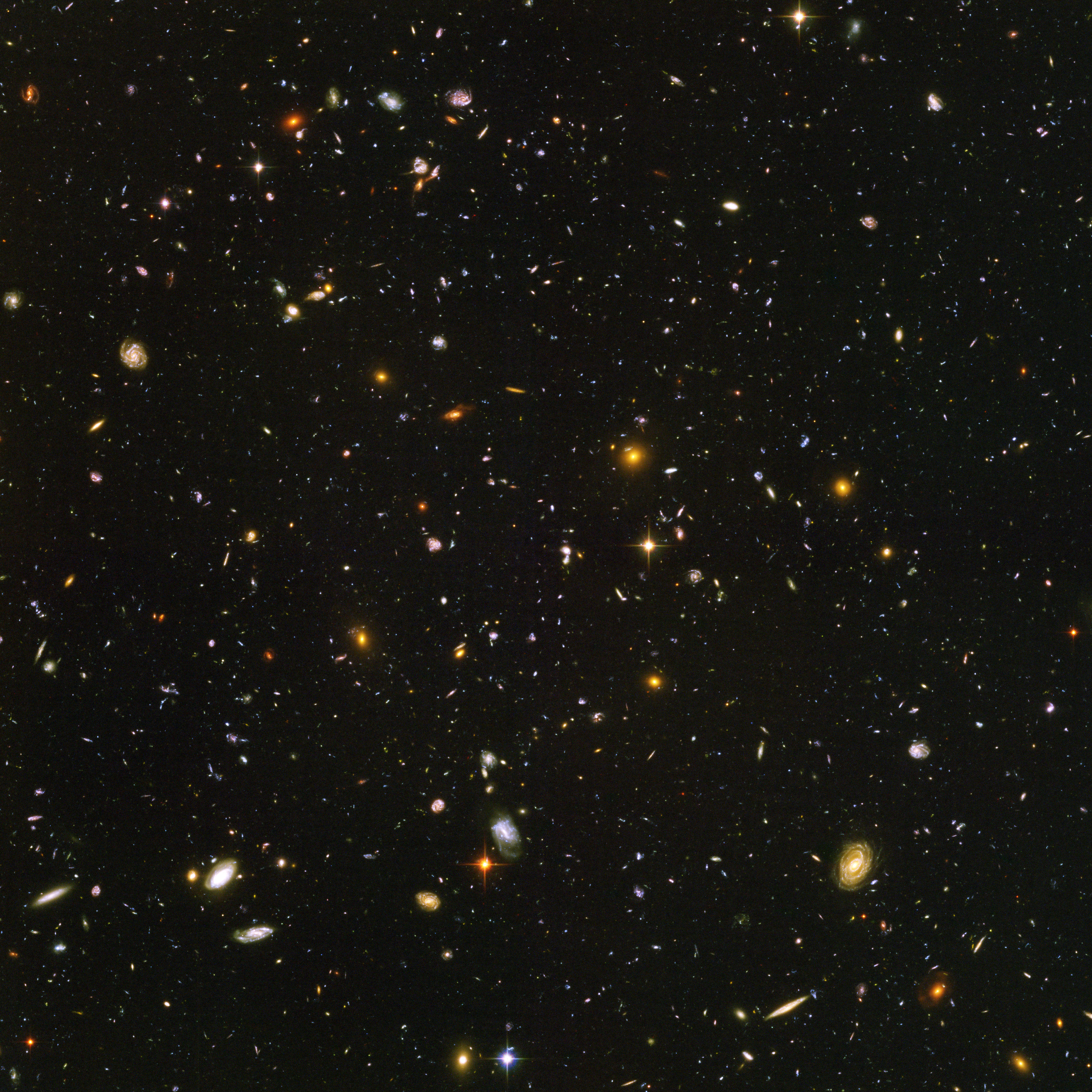
Dasselbe Bild wie oben in größerer Auflösung

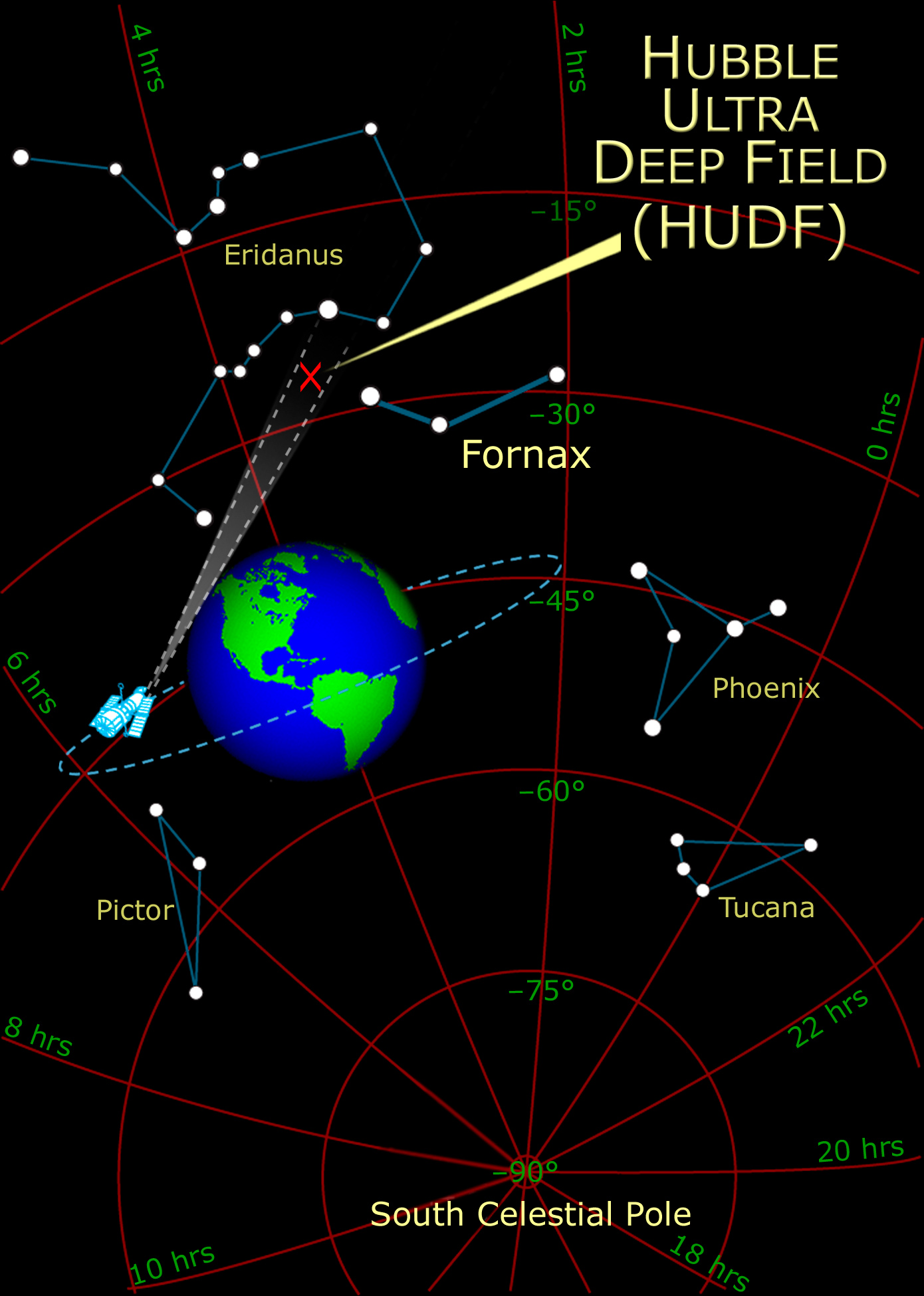
Richtung der Aufnahme relativ zur Erde

Das HUDF zeigt die lichtschwächsten Galaxien, die bis dahin beobachtet wurden, und damit auch die am weitesten entfernten (man spricht von der „Tiefe“ der Aufnahme). Wegen der endlichen Lichtgeschwindigkeit beträgt die Lichtlaufzeit von den entferntesten Galaxien zu uns über 13 Milliarden Jahre. Gemäß dem kosmologischen Standardmodell blickt man in die Frühzeit des Universums 800 Millionen Jahre nach dem Urknall zurück. Die Aufnahme zeigt demnach einige der ersten Galaxien, die nach dem so genannten dunklen Zeitalter entstanden sind. Untersuchungen zur Entstehung und Entwicklung von Galaxien waren die Hauptmotivation für das Projekt.
Tatsächlich wies das HUDF darauf hin, dass etwa der Anteil von irregulären Galaxien mit der Rotverschiebung, also der Entfernung, zunimmt, die durchschnittliche Galaxiengröße dagegen abnimmt. Die Sternentstehungsrate war bei hoher Rotverschiebung deutlich höher als heute.
Bei der Interpretation der Beobachtungen ist zu beachten, dass Licht, welches wir von entfernten Galaxien im sichtbaren Bereich beobachten, wegen der kosmologischen Rotverschiebung tatsächlich im Ultravioletten ausgesandt wurde. Visuelle Beobachtungen der Morphologie von entfernten Galaxien müssen daher mit den entsprechenden Beobachtungen von lokalen Galaxien im Ultravioletten verglichen werden. Alternativ kann man entfernte Galaxien im infraroten Licht beobachten, welches als sichtbares Licht von den Galaxien ausgesandt wurde. Hierbei spielten das Spitzer-Weltraumteleskop (gestartet am 25. August 2003) und das Herschel-Weltraumteleskop (gestartet am 14. Mai 2009) sowie in Zukunft  der Nachfolger des Hubble-Weltraumteleskops, das James Webb Space Telescope (gestartet am 25. Dezember 2021), eine Rolle. Letzteres ist für Beobachtungen im nahen Infrarot ausgelegt.